# Musa formosana
Musa formosana là một loài thực vật có hoa trong họ Musaceae. Loài này được (Warb.) Hayata miêu tả khoa học đầu tiên năm 1917.